# Nazim
Un Nazim est une personne qui est responsable de l'administration d'une ville, d'un district ou d'une Union Councils du Pakistan. Le métier de Nazim est semblable à celui de maire.